# Tirada (impresión)
El término tirada (o tiraje en algunos países americanos) es utilizado por grabadores, comerciantes y coleccionistas. Se le denomina así al juego de piezas idénticas procedentes de la misma lámina, piedra, plantilla u otra superficie. La secuencia es impresa por el propio artista, un impresor o estampador bajo la supervisión de aquel. Cada pieza de la tirada puede ir numerada, por ejemplo 1/100 indica que es la primera de una tirada de 100 y 100/100 que es la última. La numeración se hace directamente sobre el grabado, por lo general a lápiz. Las pruebas adicionales, como las pruebas de estado, forman parte de la tirada. El término prueba buena u original indica que se trata de una estampa producida de esta manera como parte de una tirada limitada.
La tirada de una revista o periódico es el número de ejemplares del mismo que salen a la venta, se le denomina además tiraje o circulación.
- Datos: Q759811
- Multimedia: Print circulation / Q759811